# Weißgepunkteter Bambushai
Der Weißgepunktete Bambushai (Chiloscyllium plagiosum) ist ein Hai aus der Familie der Bambushaie (Hemiscylliidae).

## Merkmale
Die Art erreicht eine Länge maximal 95 Zentimeter, erwachsene Tiere messen meist zwischen 60 und 70 Zentimeter. Der Körper und Schwanz ist wie bei anderen Arten der Gattung schlank, er besitzt Leisten an den Seiten des Schwanzstiels. Die Grundfärbung des Hais ist dunkelgrau und er ist durch mehrere deutlich abgegrenzte helle Rückenstreifen (Sattelflecken) und zahlreiche helle Punkte gezeichnet. Bei den Jungtieren ist keine deutliche Begrenzung der Sattelflecken ausgebildet.
Das Maul liegt deutlich vor den für die Gattung recht großen Augen. Sowohl die beiden Rückenflossen wie auch die Afterflosse setzen sehr weit hinten am Körper an. Die erste Rückenflosse setzt dabei oberhalb der Bauchflossen oder direkt hinter diesen an und der Beginn der Afterflosse liegt weit hinter dem Ende der zweiten Rückenflosse. Der Hinterrand der beiden Rückenflossen ist gerade oder leicht konvex ausgebildet.

## Verbreitung und Lebensraum

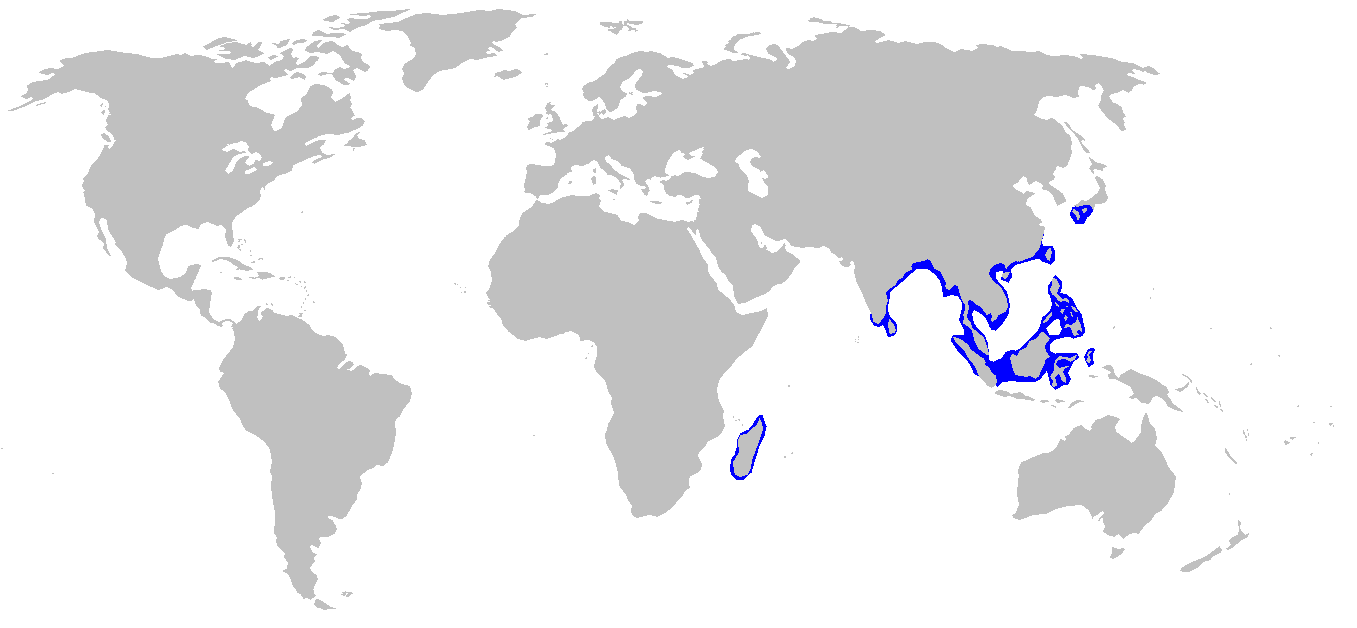
Verbreitung des Weißgepunkteten Bambushais

Der Weißgepunktete Bambushai lebt küstennah in verschiedenen Gebieten des Indischen Ozeans. Nachgewiesen ist er im Bereich von Madagaskar sowie von Indien und Sri Lanka bis Indonesien und Süd-Japan. Damit ist er unter anderem im Küstenbereich von China, Malaysia, den Philippinen, Thailand und Vietnam anzutreffen.
Die Tiere vor den Küsten Madagaskars wurden taxonomisch ursprünglich als eigene Art beschrieben und als Blaugepunkteter Bambushai (C. caerulopunctatum) bezeichnet, werden heute jedoch mit dieser Art synonymisiert.
Er lebt auf dem Kontinentalschelf in Küstennähe im Bereich von Korallenriffen.

## Lebensweise

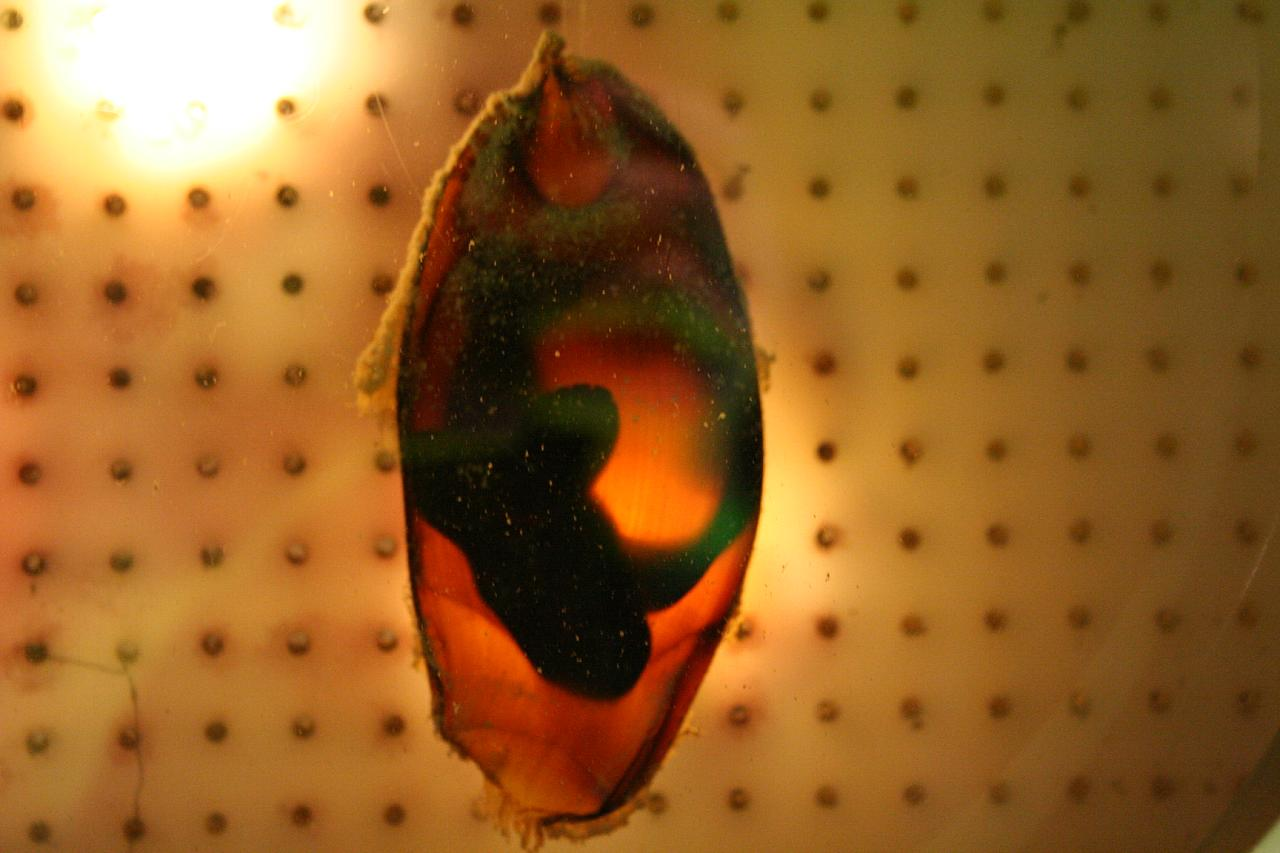
Eikapsel des Weißgepunkteten Bambushais

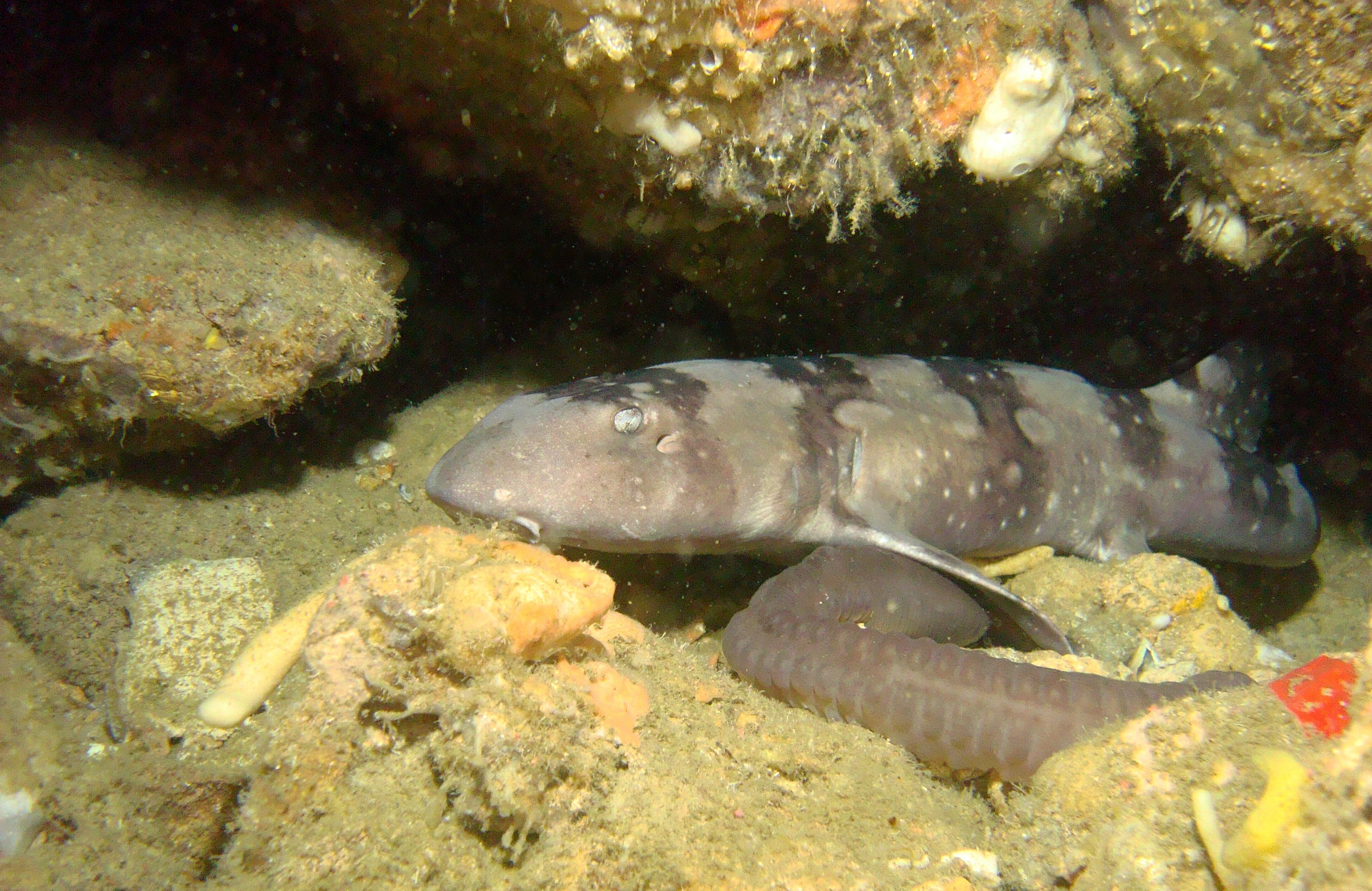
Weißgepunkteter Bambushai, Philippinen

Der Weißgepunktete Bambushai verbringt den Tag versteckt in Riffspalten und jagt nachts nach kleinen Knochenfischen und wirbellosen Tieren. Die Art ist eierlegend (ovipar). Die Junghaie schlüpfen mit einer Länge von 9 bis 12 Zentimetern und die Geschlechtsreife erreichen die Tiere mit einer Länge von 50 bis 60 Zentimetern. Er gehört zu den wenigen Arten der Haie, bei denen eine asexuelle Fortpflanzung nachgewiesen ist. Weitere Berichte von potenzieller asexueller Vermehrung stammen vom Weißspitzen-Riffhai, vom Schaufelnasen-Hammerhai (Sphyrna tiburo) und vom Kleinen Schwarzspitzenhai (Carcharhinus limbatus).

## Verhältnis zum Menschen
Die kleinen Haie werden aufgrund ihrer geringen Größe als für den Menschen ungefährlich eingestuft. Er ist in seinem Verbreitungsgebiet ein wichtiger Speisefisch und wird entsprechend häufig von Küstenfischern in Indien, Sri Lanka und anderen Staaten gefangen. Zudem ist er ein beliebter Hai für die Meerwasseraquaristik und wird vor allem für Schauaquarien gefangen, wobei es in einigen Aquarien auch Züchtungserfolge gibt.

## Gefährdung
Durch die Fänge entsteht in seinem gesamten Verbreitungsgebiet ein hoher Fischereidruck, der gemeinsam mit starken Veränderungen seiner Habitate in Küstennähe, insbesondere der Zerstörung von Korallenriffen, einen deutlichen Einfluss auf die Populationen des Hais hat. Obwohl wenig über die Lebensweise und Fortpflanzung dieses Hais bekannt ist, wird angenommen, dass er auf einen erhöhten Fischereidruck empfindlich reagiert.
Die International Union for Conservation of Nature (IUCN) führt die Art mit dem Status „Potentiell gefährdet“ („Near Threatened“) in der Roten Liste der gefährdeten Arten.